# Aubord
Aubord là một xã trong vùng hành chính Occitanie, thuộc tỉnh Gard, quận Nîmes, tổng Vauvert. Aubord nằm trên độ cao trung bình là 41 mét trên mực nước biển, có điểm thấp nhất là 17 mét và điểm cao nhất là 64 mét. Xã có diện tích 9,42 km², dân số vào thời điểm 1999 là 1910 người; mật độ dân số là 202 người/km².

## Thông tin nhân khẩu
| 1962 | 1968 | 1975 | 1982 | 1990  | 1999  |
| ---- | ---- | ---- | ---- | ----- | ----- |
| 249  | 292  | 483  | 791  | 1.607 | 1.910 |